# Тапс
Тапс (лат. Thapsus) — древний город, находившийся на берегу Средиземного моря южнее Карфагена.
Известен по битве между Юлием Цезарем и помпеянцами 6 апреля 46 г. до н. э. С целью завлечения нумидийской конницы сторонника Гнея Помпея, царя Юбы I, Цезарь осадил Тапс, который был расположен на мысе, сильно вдающемся в море и отделённом от материка большим солёным озером. Цезарь рассчитывал, что его противники придут на выручку городу и им тогда придётся вступить в бой на местности, выгодной для легионов Цезаря.
В итоге этот расчёт оправдался: сторонники Помпея под начальством Метелла Сципиона, Юбы, Петрея, Лабиена и др. подступили к лагерю Цезаря и начали постройку трёх своих лагерей. В это время легионеры Цезаря бросились на них с такой стремительностью и яростью, что взяли приступом все три лагеря, при этом не давая пощады никому, несмотря на просьбы Цезаря. Больше 5000 человек погибло в этом бою со стороны противников Цезаря, тогда как у Цезаря было убито сравнительно небольшое количество легионеров.
Эта победа решила судьбу партии Помпея в Африке: её вожди — Катон Младший, царь Юба, Афраний и Петрей — кончили жизнь самоубийством. Войска частью были истреблены, частью разбежались. Цезарь обратил Нумидию в римскую провинцию, а карфагенские города наказал, взяв с них огромную контрибуцию.